# Fatma Neslişah
Fatma Neslişah Sultan in haar latere leven Fatma Neslişah Osmanoğlu, bijgenaamd: Laatste der Ottomanen. (Istanboel, 4 februari 1921 – aldaar, 2 april 2012) was de laatste Ottomaanse prinses, geboren in de nadagen van het in verval geraakte eeuwenoude Ottomaanse Rijk dat op 1 november 1922 ten val kwam toen haar grootvader van moederszijde, de 36e Ottomaanse kalief en sultan Mehmet VI werd afgezet door generaal Mustafa Kemal Atatürk, die de Turkse republiek stichtte. Toen in 1924 haar grootvader van vaderskant, kalief Abdülmecit II en beoogd opvolger van Mehmet VI als de 37e kalief van het Ottomaanse Rijk, ook werd afgezet doordat Atatürk het kalifaat afschafte, ging de Ottomaanse familie in ballingschap.

## Levensloop

### Vroege leven en ballingschap
Neslişah was de dochter van prins Şehzade Ömer Faruk Efendi en prinses Rukiye Sabiha Sultan. Zij werd geboren op 4 februari 1921 in het Dolmabahçepaleis te Istanboel. Ter ere van haar geboorte werden 121 kanonschoten gelost. In 1924, in haar derde levensjaar, trok het gezin in ballingschap in Nice, Frankrijk; alwaar Neslişah haar jeugd en tienerjaren doorbracht.

### Egyptische prinses
Na haar tienerjaren emigreerde de familie naar Egypte. In 1940, op 19-jarige leeftijd, trouwde zij zoals het Ottomaanse prinsessen betaamde met een lid van een islamitische vorstelijke familie, de twintig jaar oudere Egyptische prins Mohamed Abdel Moneim. Hij was de oudste zoon van Abbas II, die van 1892-1914 kedive (onderkoning) van Egypte was geweest. Daardoor verkreeg Neslişah de status van Egyptische prinses en first lady.
Het paar vestigde zich in Caïro, Egypte. Moneim werd regent voor de zes maanden oude koning Foead II van Egypte nadat diens vader Faroek van Egypte op 26 juli 1952 geabdiceerd was als gevolg van de staatsgreep op 23 juli 1952. De heerschappij van Foead II duurde slechts tien maanden tot 18 juni 1953 toen de reformist en oprichter van de Vrije Officieren Gamal Abdel Nasser de republiek Egypte stichtte.

### Ballingschap uit Egypte en repatriëring naar Turkije
Het vorstelijke paar werd onder huisarrest geplaatst en beschuldigd deel uit te maken van een internationaal plot tegen de Egyptische regering van Gamal Abdel Nasser. Na verschillende processen, die maanden duurden, werden ze echter vrijgesproken en gedwongen Egypte te verlaten. Neslişah trok voor een tweede maal in ballingschap en vestigde zich met haar echtgenoot in Frankrijk. Daar beviel zij van een zoon (Abbas Hilmi) en een dochter (İkbal). In 1952 werd een amnestieregeling ingewilligd door het Turkse parlement voor Ottomaanse prinsessen; later in 1957 mochten zowel de Ottomaanse prinsessen als de prinsen repatriëren naar de Turkse republiek - maar dan wel als gewone burgers. Neslişah claimde opnieuw haar Turkse nationaliteit in 1963 en vestigde zich met echtgenoot Mohamed Abdel Moneim in Istanboel. Neslişah werd geacht, net als de andere Ottomaanse prinsen en prinsessen een achternaam aan te nemen. De Ottomanen kozen unaniem voor de achternaam: Osmanoğlu, dat zoon van Osman betekent. Op 1 december 1979 overleed Osmanoğlus echtgenoot prins Mohamed Abdel Moneim in Istanboel. Zijn stoffelijke resten werden gerepatrieerd naar Caïro en aldaar begraven.

 Wanneer ik door de straten loop, zie ik dat alle mooie dingen zijn gebouwd door mijn voorvaderen.
Ik kan het niet helpen hierdoor te denken dat dat alles aan mij toebehoort. Ik voel alsof ik een deel ben van deze plek en dat ik bij dit land hoor. 
— Fatma Neslişah Osmanoğlu

### Overlijden
Fatma Neslişah Osmanoğlu stierf aan de gevolgen van een hartinfarct op 91-jarige leeftijd in haar geboorteplaats. Na een uitvaartceremonie in de Yıldız Hamidiyemoskee, die werd bijgewoond door diverse hoogwaardigheidsbekleders, onder wie vicepremier Bülent Arınç, is Neslişah Osmanoğlu begraven op de Aşiyan Asri-begraafplaats in Istanboel. Het overlijden van Neslişah Osmanoğlu markeert het einde van de Ottomaanse dynastie.